# 顾薇
顾薇（1986年4月25日—）中华人民共和国江苏省太仓人，中国举重运动员。

## 生涯
顾薇出生在一个普通的工人家庭，父亲是制衣厂的机修工，母亲则是一间制药厂的工人。1997年，五年级的顾薇被选送到太仓市体校进行田径训练，半年后被选送到苏州市体校。1998年在苏州市体校开始进行举重项目的训练。2002年10月，顾薇在江苏省第十五届运动会上赢得了58公斤级举重金牌。2005年5月正式加入中国举重国家队。2005年11月11日， 顾薇在世界举重锦标赛女子58公斤级比赛中，３次让两项打破世界纪录，并获得该级别的金牌。